# مجزرة مدرسة حيفا
مجزرة مدرسة حيفا (2023) هي مجزرة ارتكبها سلاح جوّ الاحتلال الإسرائيلي يوم الجمعة 15 ديسمبر/كانون الأول 2023 حينما أغارَ على مدرسة حيفا التابعة للأونروا والتي تؤوي آلاف النازحين، وذلك إثر استهداف متواصل لمدينة خان يونس، جنوب قطاع غزة.هذه المجرزة واحدة من ضمن سلسلة مجازر ارتكبها الاحتلال الإسرائيلي خلال الحرب الفلسطينية الإسرائيلية بعد عملية طوفان الأقصى التي شنتها المقاومة، وتسبّبت هذه المجزرة باستشهاد ما يزيد عن 20 شخصاً إلى جانب عشرات الجرحى. وأدى القصف الجوي للمدرسة إلى إصابة وائل الدحدوح، مدير قناة الجزيرة في غزة، ومصور الجزيرة سامر أبو دقة، الذي أصيب أيضًا بجروح خطيرة في القصف، قبل أن يُفارق الحياة هناك.

## خلفية الحدث
في ساعاتِ الصباح الأولى من يوم السابع من أكتوبر 2023 أطلقت حركة المقاومة الإسلامية حماس عبر ذراعها العسكري كتائب الشهيد عز الدين القسام عملية طوفان الأقصى وذلك ردًا على الاعتداءات الإسرائيلية وتدنيس الأقصى والاستمرار في الاستيطان، كما أكّد على ذلك محمد الضيف القائد العام للقسّام والذي أعطى إشارة انطلاق العمليّة التي شهدت اقتحامًا من المقاومين لمستوطنات غلاف غزة ونجحوا في قتلِ عدد كبيرٍ من الجنود الإسرائيلين، وأسر عشرات آخرين كما استطاعوا خلال ساعات قطع عشرات الكيلومترات ووصلوا لمستوطنات أبعد من تلك المحيطة والقريبة من قطاع غزة.
الرد الإسرائيلي على هذه العمليّة جاء من خلال شنّ سلاح الجو الإسرائيلي عشرات الغارات العشوائيّة على القطاع متسبّبة في مقتل عشرات المدنيين وتدمير البنية التحتية لمدن القطاع، ليصل حد فرض إغلاق شامل وقطع متعمد لكل الخدمات من ماء وكهرباء وغاز، وهو ما هدَّد حياة أكثر من مليونَي فلسطيني يعيشُ داخل القطاع الذي يُعاني أصلًا من تبعات الحصار الخانق عليهم منذ ستة عشر عاماً.
وفي مساء يوم 27 أكتوبر/تشرين الأول، أعلن جيش الاحتلال الإسرائيلي بدء الهجوم بري على قطاع غزة من خلال بدء التوغل في بلدة بيت حانون ومخيم البريج. حدث الهجوم وسط سلسلة من الغارات الجوية الإسرائيلية واسعة النطاق التي أدت إلى قطع الاتصالات المتنقلة والوصول إلى الإنترنت في غزة.
وبتاريخ 24 نوفمبر 2023 تم وقف إطلاق النار بين المقاومة الفلسطينية وإسرائيل، وهو وقف إطلاق نار مؤقت جرى في الحرب الدائرة بين فصائل المقاومة الفلسطينية في غزة وإسرائيل. وبتاريخ 2 ديسمبر انتهت الهدنة، وخلال ساعات إنتهاء الهدنة الأولى قام سلاح الطيران الإسرائيلي بشن هجمات صاروخية مكثفة على كافة أنحاء القطاع مع التركيز على المنطقة الجنوبية لقطاع غزة.

## المجزرة
في ساعات الصباح الأولى من يوم الجمعة الموافق 15 ديسمبر 2023، قام السلاح الجو الإسرائيلي بقصف مدرسة حيفا الواقعة في مدينة خان يونس وذلك في إطار شن سلسلة على كافة المناطق الجنوبية للقطاع. حيثُ شن الطيران الإسرائيلي غارات على المدرسة. ومع بداية عملية طوفان الأقصى قام عدد كبير من سكان غزة بالنزوح إلى المدارس؛ وذلك بسبب اعتقادهم بأن المدراس مناطق محمية بموجب القانون الدولي الإنساني. ومع ذلك، قام سلاح الجو الإسرائيلي بقصف مدرسة حيفا التي تؤوي نازحين. وتمكنت سيارات الإسعاف والدفاع المدني من انتشال جثامين 20 مواطناً ومعظمهم أطفال ونساء إضافة إلى عشرات الجرحى وعشرات المفقودين.

## استهداف طاقم قناة الجزيرة
تعرضت المدرسة للقصف مرة أخرى في نفس اليوم (15 ديسمبر 2023) وذلك بعد حضور طاقم الجزيرة لتغطية الغارة الجوية التي استهدفت مدرسة حيفا. حيثُ استهدفت المدفعية الإسرائيلية المدرسة بعد لحظات من وصول طاقم قناة الجزيرة للمدرسة في إطار تغطية الغارة الجوية الأولى، وبعد وصولهم تم قصف محيط المدرسة مما أدى إلى إصابة وائل الدحدوح مدير قناة الجزيرة في غزة، ومصور الجزيرة سامر أبو دقة، الذي أصيب بجروح خطيرة في الهجوم، قبل أن يُفارق سامر أبو دقة الحياة هناك.